# Мортенссон, Кристер
Кри́стер Мо́ртенссон (швед. Christer Mårtenson; род. 4 июля 1954) — шведский кёрлингист.

## Достижения
- Чемпионат мира по кёрлингу среди мужчин: золото (1977).
- Чемпионат Европы по кёрлингу: золото (1977), серебро (1981).
- Чемпионат Швеции по кёрлингу среди мужчин: золото (1975, 1977).
- Чемпионат Швеции по кёрлингу среди юниоров: золото (1974).

## Команды
| Сезон   | Четвёртый       | Третий         | Второй             | Первый             | Запасной   | Турниры                      |
| ------- | --------------- | -------------- | ------------------ | ------------------ | ---------- | ---------------------------- |
| 1973—74 | Андерс Тидхольм | Рагнар Камп    | Кристер Мортенссон | Бьёрн Рудстрём     |            | ЧШЮ 1974                     |
| 1974—75 | Рагнар Камп     | Бьёрн Рудстрём | Кристер Мортенссон | Аксель Камп        |            | ЧШМ 1975 · ЧМ 1975 (4 место) |
| 1976—77 | Рагнар Камп     | Хокан Рудстрём | Бьёрн Рудстрём     | Кристер Мортенссон |            | ЧШМ 1977 · ЧМ 1977           |
| 1977—78 | Рагнар Камп     | Бьёрн Рудстрём | Хокан Рудстрём     | Кристер Мортенссон |            | ЧЕ 1977                      |
| 1981—82 | Йёран Роксин    | Бьёрн Рудстрём | Хокан Рудстрём     | Кристер Мортенссон | Hans Timan | ЧЕ 1981                      |

(скипы выделены полужирным шрифтом)